# Педро Арая Торо
Педро Арая Торо (ісп. Pedro Araya Toro; нар. 23 січня 1942) — чилійський футболіст, нападник.
Виступав, зокрема, за клуб «Універсідад де Чилі», а також національну збірну Чилі.

## Клубна кар'єра
У дорослому футболі дебютував 1961 року виступами за команду «Універсідад де Чилі», в якій провів десять сезонів, взявши участь у 215 матчах чемпіонату. Більшість часу, проведеного у складі «Універсідад де Чилі», був основним гравцем атакувальної ланки і одним з головних бомбардирів команди, маючи середню результативність на рівні 0,38 гола за гру першості. За цей час п'ять разів вигравав чемпіонат Чилі в 1962, 1964, 1965, 1967 і 1969 році.
Протягом 1971—1973 років захищав кольори клубу «Сан-Луїс», а останнім клубом в кар'єрі Араї став «Атлас», в якому Педро також провів 3 сезони.

## Виступи за збірну
14 жовтня 1964 року дебютував в офіційних матчах у складі національної збірної Чилі в матчі Кубка Карлоса Діттборна проти Аргентини (1:1).
У складі збірної був учасником чемпіонату світу 1966 року в Англії, де зіграв у двох матчах ² проти КНДР та СРСР.
Наступного року Педро Арая поїхав з командою на чемпіонат Південної Америки 1967 року в Уругваї, на якому команда здобула бронзові нагороди, а нападник зіграв у шести іграх проти Колумбії (гол), Венесуели, Парагваю (гол), Аргентини та Болівії. Після цього чемпіонату Педро стали називати «чилійським Гаррінчею» (ісп. Garrincha Chileno).
Востаннє за збірну зіграв 3 листопада 1971 року в Кубку Хуана Пінто Дурана проти Уругваю (5:0), де він забив один із голів і допоміг команді здобути трофей. Всього за збірну Чилі зіграв 65 матчів і забив 14 голів.

## Титули і досягнення
- Чемпіон Чилі (5):

«Універсідад де Чилі»: 1962, 1964, 1965, 1967, 1969
- Бронзовий призер Чемпіонату Південної Америки: 1967